# Красовский, Алексей Русланович
Алексе́й Русла́нович Красо́вский (укр. Олексій Русланович Красовський; род. 30 марта 1994, Ракитное, Киевская область) — украинский лыжник.

## Биография
На чемпионате мира в Чехии 2013 года среди юниоров Красовский участвовал в спринте, коньковой гонке, дуатлоне (гонка разными стилями), заняв соответственно 47-е, 34-е и 32-е места. В эстафете он передал гонку пятым, но в итоге сборная Украины показала 14-й результат. На зимней Олимпиаде 2014 года в спринте свободным стилем занял 81-е место с результатом 4:35.08 минуты.